# Châteauroux Classic de l'Indre 2006
La 3e édition de la Châteauroux Classic de l'Indre a eu lieu le 20 août 2006. La course est inscrite au calendrier de l'UCI Europe Tour 2006 dans la catégorie 1.1.

## Classement final
|    | Coureur             | Pays             | Équipe                       |    | Temps          |
| -- | ------------------- | ---------------- | ---------------------------- | -- | -------------- |
| 1  | Nicolas Vogondy     | France           | Crédit agricole              | en | 4 h 18 min 0 s |
| 2  | Stefano Cavallari   | Italie           | Acqua & Sapone-Caffè Mokambo | +  | 2 s            |
| 3  | Shinichi Fukushima  | Japon            | Cycle Racing Vang            | +  | 6 s            |
| 4  | Jérémy Roy          | France           | La Française des Jeux        | +  | 13 s           |
| 5  | Ivan Terenine       | Russie           | Omnibike Dynamo Moscou       | +  | 31 s           |
| 6  | Amaël Moinard       | France           | Cofidis                      |    | m.t.           |
| 7  | Mathieu Claude      | France           | Bouygues Télécom             |    | m.t.           |
| 8  | Cédric Hervé        | France           | Bretagne-Jean Floc'h         |    | m.t.           |
| 9  | Timothy Gudsell     | Nouvelle-Zélande | La Française des Jeux        | +  | 1 min 6 s      |
| 10 | Alessandro Maserati | Italie           | LPR                          | +  | 2 min 7 s      |